# Відносини Туреччина — Європейський Союз
Відносини між Європейським Союзом (ЄС) і Туреччиною були встановлені в 1959 році, а інституційні рамки були оформлені Анкарською угодою 1963 року. Хоча Туреччина офіційно не є частиною Європейського Союзу, Туреччина є одним із головних партнерів ЄС, і обидва є членами Митного союзу Європейського Союзу та Туреччини. Туреччина межує з двома країнами-членами ЄС: Болгарією та Грецією.
Туреччина була претендентом на вступ до ЄС з 1987 року, але з 2016 року переговори про вступ зупинилися. ЄС розкритикував Туреччину за порушення прав людини та відсутність верховенства права. У 2017 році чиновники ЄС висловили думку, що запланована політика Туреччини порушує Копенгагенські критерії права на членство в ЄС. 26 червня 2018 року Рада ЄС із загальних питань заявила, що «Рада зазначає, що Туреччина все більше віддаляється від Європейського Союзу. Таким чином, переговори про вступ Туреччини фактично зайшли в глухий кут, і не можна розглядати подальші глави для відкриття чи закриття, а також не передбачається подальшої роботи щодо модернізації Митного союзу ЄС-Туреччина».

## Передумови
Після розпаду Османської імперії після Першої світової війни турецькі революціонери на чолі з Мустафою Кемалем Ататюрком вийшли переможцями у війні за незалежність Туреччини, створивши сучасну Турецьку Республіку, якою вона існує сьогодні. Ататюрк, президент Туреччини, здійснив ряд реформ, включаючи секуляризацію та індустріалізацію, спрямованих на «європеїзацію» або вестернізацію країни. Під час Другої світової війни Туреччина зберігала нейтралітет до лютого 1945 року, коли вона приєдналася до союзників. Країна брала участь у плані Маршалла 1947 року, стала членом Ради Європи в 1950 році і членом НАТО в 1952 році. Під час холодної війни Туреччина вступила в союз зі Сполученими Штатами та Західною Європою. Турецький експерт Мелтем Ахіска окреслює турецьку позицію щодо Європи, пояснюючи, що «Європа була об’єктом бажання, а також джерелом розчарування турецької національної ідентичности протягом довгої та напруженої історії».
Зовнішня політика Турецької Республіки – заснована на натхненних Заходом реформах Мустафи Кемаля Ататюрка – робила значний акцент на відносинах Туреччини із західним світом, особливо стосовно Сполучених Штатів, Організації Північноатлантичного договору та Європейського Союзу. У період після холодної війни відбулася диверсифікація відносин, коли Туреччина прагнула посилити свою регіональну присутність на Балканах, Близькому Сході та Кавказі, а також свою історичну мету – членство в ЄС. Під час уряду ПСР вплив Туреччини на Близькому Сході зріс на основі доктрини стратегічної глибини, яку також називають неоосманізмом. Дебати щодо Туреччини на Заході різко розділяються між тими, хто бачить, що Туреччина віддаляється від Заходу до більш близькосхідної та ісламської орієнтації, і тими, хто бачить покращення зв’язків Анкари з її ісламськими сусідами як природний прогрес до балансу та диверсифікації.

## Історія відносин
У 1959 році Туреччина була однією з перших країн, які прагнули до тісної співпраці з молодим Європейським економічним співтовариством (ЄЕС). Ця співпраця була реалізована в рамках угоди про асоціацію, відомої як Анкарська угода, яка була підписана 12 вересня 1963 року. Важливим елементом цього плану було створення митного союзу, щоб Туреччина могла торгувати товарами та сільськогосподарською продукцією з країнами ЄЕС без обмежень. Основною метою Анкарської угоди було досягнення «постійного покращення умов життя в Туреччині та в Європейському економічному співтоваристві шляхом прискореного економічного прогресу та гармонійного розширення торгівлі, а також зменшення диспропорції між турецькою економікою та ... Співтовариством».

### Переговори про вступ
Розширення є одним із найпотужніших політичних інструментів ЄС. Це ретельно керований процес, який сприяє трансформації залучених країн, поширюючи мир, стабільність, процвітання, демократію, права людини та верховенство права в Європі. Процес розширення Європейського Союзу зробив сміливий крок 3 жовтня 2005 року, коли почалися переговори про вступ з Туреччиною та Хорватією. Після років підготовки обидва кандидати офіційно відкрили наступний етап процесу вступу. Переговори стосуються прийняття та впровадження законів ЄС, відомого як acquis. Acquis communautaire становить приблизно 130 000 сторінок юридичних документів, згрупованих у 35 розділів, і формує правила, яких мають дотримуватися держави-члени ЄС. Як країна-кандидат, Туреччина повинна адаптувати значну частину свого національного законодавства відповідно до законодавства ЄС. Це означає фундаментальні зміни для суспільства, які торкнуться майже всіх секторів країни, від навколишнього середовища до судової системи, від транспорту до сільського господарства, а також усіх верств населення. Однак країна-кандидат не «веде переговори» щодо acquis communautaire сама, оскільки ці «правила» мають бути повністю прийняті країною-кандидатом. Аспект переговорів стосується умов гармонізації та імплементації acquis, тобто того, як і коли будуть застосовуватися правила. Саме з цієї причини переговори про вступ не вважаються переговорами в класичному розумінні. Для того, щоб стати державою-членом, країна-кандидат має привести свої інституції, потенціал управління та адміністративну та судову системи до стандартів ЄС, як на національному, так і на регіональному рівнях. Це дозволяє їм ефективно впроваджувати acquis після приєднання і, за необхідности, мати можливість ефективно впроваджувати його вчасно до вступу. Для цього потрібна добре функціонуюча та стабільна державна адміністрація, побудована на ефективній та неупередженій державній службі, а також незалежна та ефективна судова система.
24 листопада 2016 року Європейський парламент проголосував за призупинення переговорів про приєднання Туреччини через проблеми з правами людини та верховенством права; однак це рішення не було обов'язковим. 13 грудня Європейська Рада (до складу якої входять глави держав або урядів країн-членів) вирішила, що не відкриватиме нових сфер у переговорах про членство Туреччини в «переважних обставинах», оскільки шлях Туреччини до автократичного правління прогресує, говорити про вступ до ЄС неможливо.
У 2017 році чиновники ЄС заявили, що запланована політика Туреччини порушує Копенгагенські критерії права на членство в ЄС.
26 червня 2018 року Рада ЄС із загальних питань заявила, що «Рада зазначає, що Туреччина все більше віддаляється від Європейського Союзу. Таким чином, переговори про вступ Туреччини фактично зайшли в глухий кут, і не можна розглядати подальші глави для відкриття чи закриття, а також не передбачається подальшої роботи щодо модернізації Митного союзу ЄС-Туреччина». Рада додала, що вона "особливо стурбована триваючим і глибоким занепокоєнням відступом від верховенства права та основних прав, включаючи свободу вираження поглядів".
Ключові віхи:
- 1963: Угода про асоціацію підписана між Туреччиною та ЄЕС.
- 1987: Туреччина подає заявку на повне членство.
- 1993: Початок переговорів про митний союз ЄС та Туреччини.
- 1996: Митний союз між Туреччиною та ЄС набув чинности.
- 1999: На саміті в Гельсінкі Європейська Рада надає Туреччині статус країни-кандидата на членство в ЄС відповідно до рекомендації Комісії у її другій Регулярній доповіді щодо Туреччини.
- 2001: Європейська Рада ухвалює Партнерство щодо вступу ЄС-Туреччина, що забезпечує дорожню карту для процесу вступу Туреччини до ЄС. Уряд Туреччини приймає NPAA, Національну програму прийняття acquis, що відображає Партнерство з приєднання. На саміті в Копенгагені Європейська Рада ухвалює рішення значно збільшити фінансову підтримку ЄС через те, що зараз називається «інструментом передприєднання» (IPA).
- 2004: Європейська Рада вирішує розпочати переговори про вступ з Туреччиною.
- 2005: відкриті переговори про вступ.
- 2016: Європейський парламент голосує за призупинення переговорів про приєднання Туреччини через проблеми з правами людини та верховенством права.
- 2018: Рада ЄС із загальних питань заявляє, що «Туреччина все більше віддаляється від Європейського Союзу. Таким чином, переговори про вступ Туреччини фактично зайшли в глухий кут, і не можна розглядати нові глави для відкриття чи закриття, а також не передбачається подальшої роботи щодо модернізації Митного союзу ЄС-Туреччина».[24]

### Інституційне співробітництво
Угода про асоціацію Туреччини з ЄС є основою для реалізації процесу вступу. Для забезпечення політичного діалогу та співпраці протягом усього процесу підготовки до членства було створено декілька інституцій.
Рада асоціації
До складу Ради входять представники турецького уряду, Європейської ради та Європейської комісії. Це сприяє формуванню та орієнтації відносин Туреччини та ЄС. Його метою є імплементація угоди про асоціацію з політичних, економічних та комерційних питань. Рада асоціації збирається двічі на рік на рівні міністрів. Рада приймає рішення одноголосно. Туреччина та сторона ЄС мають по одному голосу.
Комітет асоціації
Комітет асоціації об’єднує експертів з ЄС та Туреччини для вивчення технічних питань, пов’язаних з асоціацією, та підготовки порядку денного Ради асоціації. Розділи переговорів обговорюються у восьми підкомісіях, організованих таким чином:
1. Комітет сільського господарства та рибальства
2. Комітет з внутрішнього ринку та конкуренції
3. Комітет з торгівлі, промисловости та продуктів ЄСВС
4. Комітет з економічних і монетарних питань
5. Інноваційний комітет
6. Комітет транспорту, навколишнього середовища та енергетики
7. Комітет регіонального розвитку, зайнятости та соціальної політики
8. Комітет з питань митної справи, оподаткування, торгівлі наркотиками та відмивання грошей

Спільна парламентська комісія
Спільна парламентська комісія є контролюючим органом асоціації Туреччина-ЄС. Його завдання – аналізувати щорічні звіти про діяльність, які надає Рада асоціації, та давати рекомендації з питань асоціації ЄС-Туреччина.
Вона складається з 18 членів, обраних з Великої національної асамблеї Туреччини та Європейського парламенту, які збираються двічі на рік.
Об'єднаний комітет Митного союзу
Основним завданням Об’єднаного комітету Митного союзу (CUJC) є встановлення консультативної процедури з метою забезпечення законодавчої гармонії, передбаченої у сферах, безпосередньо пов’язаних з функціонуванням митного союзу між Туреччиною та ЄС. CUJC дає рекомендації Раді асоціації. Планується проводити регулярні зустрічі раз на місяць.
Спільний консультативний комітет
Спільний консультативний комітет (СКК) був утворений 16 листопада 1995 року відповідно до статті 25 Анкарської угоди. Комітет має на меті сприяти діалогу та співпраці між групами економічних та соціальних інтересів у Європейському співтоваристві та Туреччині та сприяти інституціалізації партнерів цього діалогу в Туреччині. Об’єднаний консультативний комітет має змішану, кооперативну та двосторонню структуру з крилами ЄС та Туреччини. Загалом він налічує 36 членів, до складу яких входять 18 представників Туреччини та 18 представників ЄС, і має двох обраних співголов, один з турецької сторони, а інший – зі сторони ЄС.
Адміністративні органи, пов’язані з ЄС у турецькій адміністрації
Генеральний секретаріат у справах Європейського Союзу був створений у липні 2000 року для забезпечення внутрішньої координації та злагоди у підготовці Туреччини до членства в ЄС.
Підсекретаріат Виконавчої ради ЄС із зовнішньої торгівлі був створений для забезпечення керівництва, подальшого виконання та завершення роботи, що здійснюється в рамках Митного союзу та з метою інтеграції.

### Хронологія помітних позицій і заяв
- У 1920-х роках Мустафа Кемаль Ататюрк, засновник Турецької Республіки, сказав, що «існують різні культури, але лише одна цивілізація», даючи зрозуміти, що він не має на увазі ісламську цивілізацію: «Ми, турки, завжди йшли зі сходу на захід».[25]
- У листопаді 2002 року ПСР на чолі з пізнішим прем’єр-міністром і президентом Реджепом Таїпом Ердоганом була вперше обрана до влади, яку вона перебуває відтоді. Ісламіст Ердоган відомий цитатою про те, що "демократія схожа на трамвай. Ми вийдемо, коли прийдемо на станцію, яку хочемо".[26][27]
- У липні 2007 року президент Європейської комісії Жозе Мануель Баррозу заявив, що Туреччина не готова приєднатися до ЄС «завтра, ні післязавтра», але переговори про членство мають тривати. Він також закликав Францію та інші країни-члени поважати рішення продовжити переговори про вступ, назвавши це питанням довіри для Союзу.[28]
- У вересні 2011 року канцлер Німеччини Ангела Меркель сказала з нагоди візиту президента Туреччини Абдулли Гюля: «Ми не хочемо повноправного членства Туреччини. Але ми не хочемо втрачати Туреччину як важливу країну», посилаючись на її ідею стратегічного партнерства.[29]
- У червні 2013 року заступник секретаря Міністерства у справах ЄС Халук Іліджак сказав: «Процес означає більше, ніж вступ. Коли буде досягнуто необхідних рівнів, Туреччина достатньо велика, щоб продовжувати свій розвиток без вступу. Наша мета — досягти гладкого процес приєднання».[30]
- Під час виборчої кампанії до Європейського парламенту 2014 року кандидати в президенти Жан-Клод Юнкер (EEP) і Мартін Шульц (S&D) пообіцяли, що Туреччина ніколи не приєднається до Європейського Союзу, поки будь-який з них буде президентом, аргументуючи це тим, що Туреччина повернулася спиною до європейської демократичної цінности.[31] Юнкер переміг на виборах і став новим президентом ЄС з 1 листопада 2014 року. Пізніше він підтвердив свою позицію:[32] «Що стосується Туреччини, країна явно далека від членства в ЄС. Уряд, який блокує Twitter, безумовно, не готовий до вступу».
- У 2016 році ЄС уклав угоду з Туреччиною і вирішив виділити Туреччині 6 мільярдів євро (7,3 мільярда доларів) на наступний період, щоб допомогти країні з біженцями та мігрантами, які живуть там (контракт закінчився в грудні 2020 року).[33]
- У березні 2016 року президент Туреччини Реджеп Тайіп Ердоган заявив, що демократія і свобода є «фразами», які «не мають абсолютно ніякої цінности» в Туреччині, після того, як закликав журналістів, адвокатів і політиків притягувати до відповідальности як терористів.[34]
- У березні 2017 року у промові перед прихильниками в західному турецькому місті Сакар’я президент Туреччини Реджеп Тайіп Ердоган сказав: «мої дорогі брати, почалася битва між хрестом і півмісяцем», після того, як ображав політиків європейського уряду як «нацистів». "в попередні тижні.[35] Того ж місяця він пригрозив, що європейці «не зможуть безпечно ходити вулицями», якщо продовжать забороняти турецьким міністрам виступати на мітингах у Європі.[5] Європейські політики відкинули коментарі Ердогана.[36]
- У березні 2017 року Франк-Вальтер Штайнмаєр у своїй інавгураційній промові на посаді президента Німеччини сказав, що «те, як ми дивимося (на Туреччину), характеризується занепокоєнням, що все, що було створено роками і десятиліттями, руйнується».[5]
- «Всім зрозуміло, що, принаймні, зараз Туреччина відходить від європейської перспективи, — сказав єврокомісар Йоганнес Ган, який курує заявки на членство в ЄС, у травні 2017 року. — У центрі уваги наших відносин має бути щось інше. Ми повинні подивимося, що можна зробити в майбутньому, чи зможемо ми відновити якусь співпрацю».[37]
- Під час теледебатів у вересні 2017 року канцлер Німеччини Ангела Меркель і її суперник Мартін Шульц заявили, що будуть домагатися припинення переговорів про членство Туреччини з Європейським Союзом.[38]
- Довгострокова бюджетна пропозиція Європейської комісії на період 2021–2027 років, оприлюднена в травні 2018 року, передбачала фінансування перед вступом до Західнобалканської стратегії для подальшого розширення, але не враховувала Туреччину.[39]
- У грудні 2020 року президент Туреччини Реджеп Таїп Ердоган заявив, що ЄС постійно застосовує санкції з 1963 року і що Туреччина не стурбована санкціями. Він додав, що ЄС нечесний з Туреччиною. Ці зауваження прозвучали після можливости введення санкцій ЄС через поведінку Туреччини щодо Греції та Кіпру, обох членів ЄС.[40]
- У грудні 2020 року ЄС продовжив підтримку Туреччини для біженців і мігрантів до 2022 року. Він надасть Туреччині додаткові 485 мільйонів євро.[41]
- У серпні 2021 року ЄС відправив пожежні літаки на допомогу Туреччині під час лісових пожеж у Туреччині 2021 року.[42][43]

## Сучасні проблеми

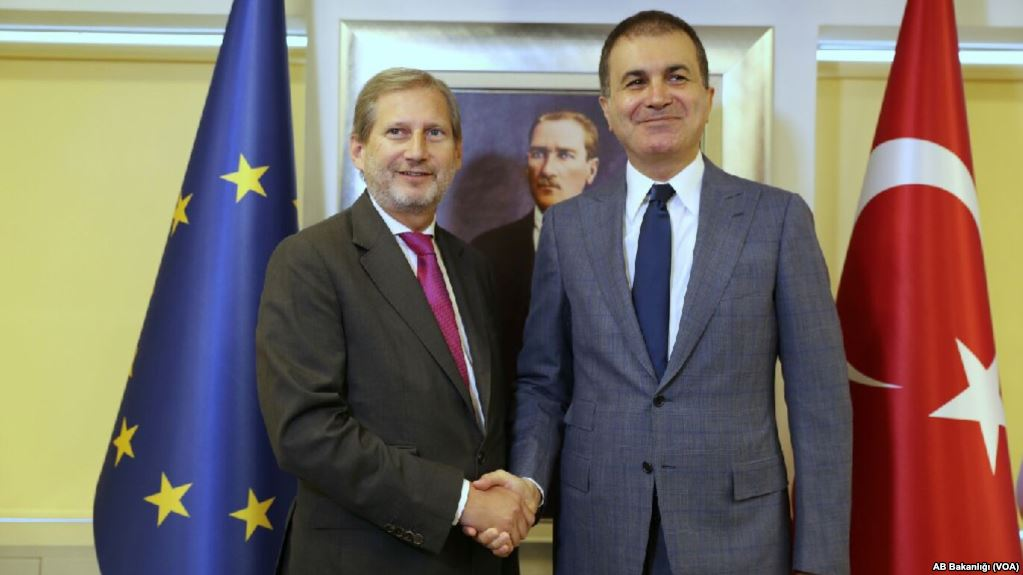
Європейський комісар Йоганнес Хан з міністром ЄС Туреччини Омером Челіком, липень 2017 р.

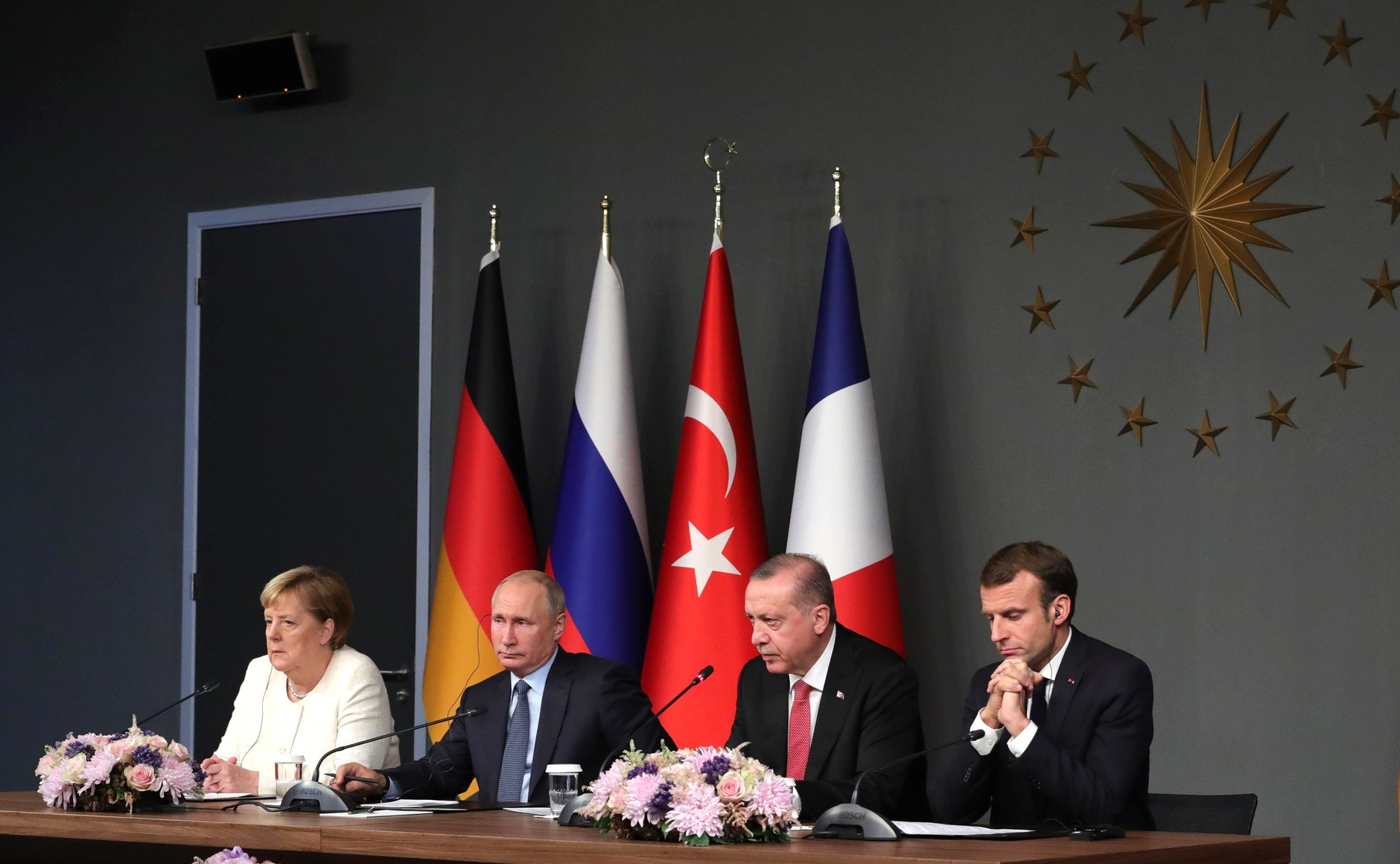
Ангела Меркель, Еммануель Макрон, Реджеп Таїп Ердоган і Володимир Путін під час прес-конференції в рамках саміту щодо Сирії в Стамбулі, Туреччина.

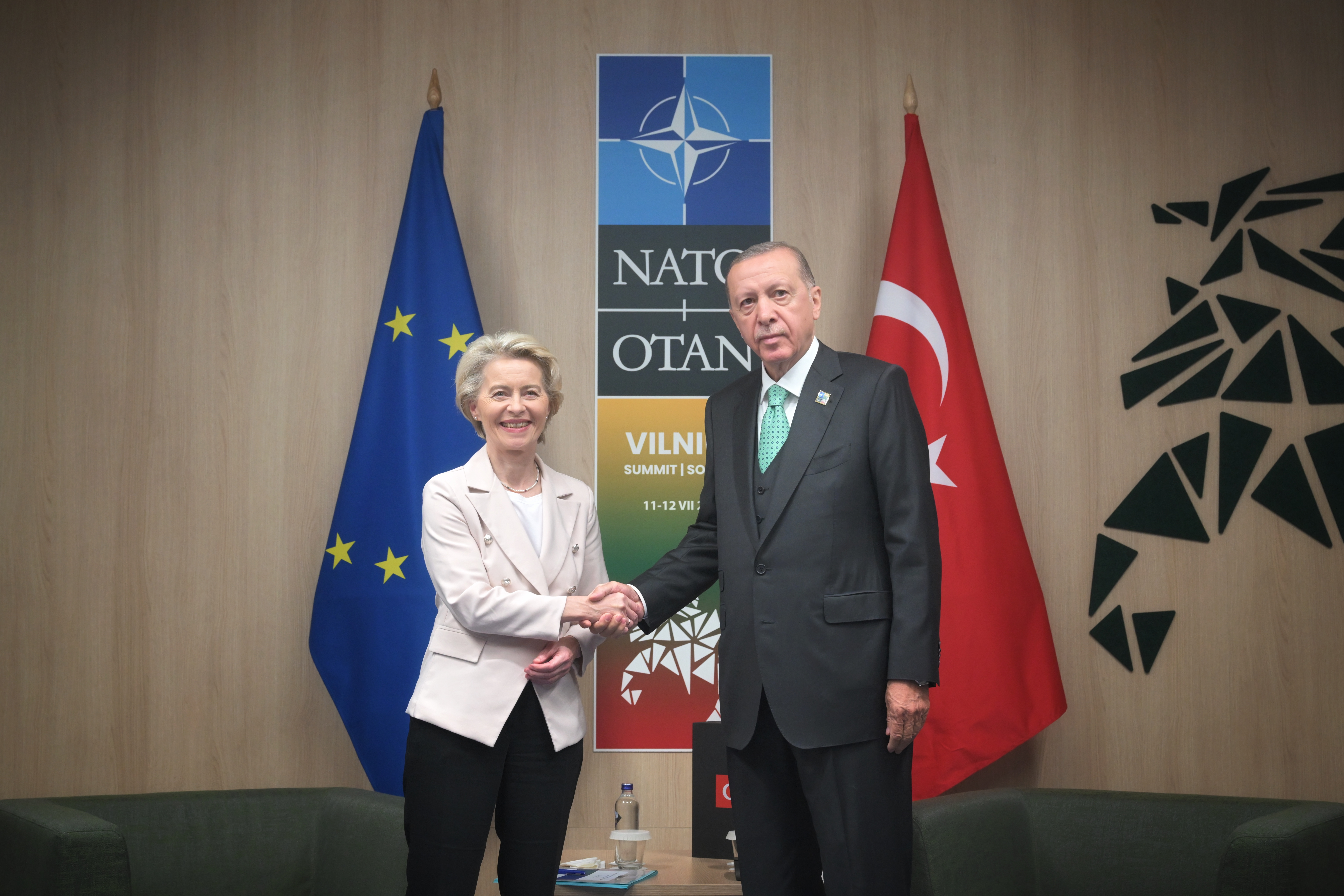
Президент Європейської Комісії Урсула фон дер Ляєн з президентом Туреччини Реджеп Таїп Ердоганом у Вільнюсі 12 липня 2023 р.

Відносини з Туреччиною значно погіршилися після турецьких чисток 2016–2017 років, включаючи придушення свободи ЗМІ та арешти журналістів, а також поворот країни до авторитаризму під керівництвом ПСР та Ердогана.

### Розвиток митного союзу
Митний союз 1996 року між ЄС та Туреччиною, на думку обох сторін, потребує оновлення, щоб врахувати події, які відбувалися після його укладання; однак станом на 2017 рік технічні переговори щодо модернізації угоди про митний союз на користь обох сторін ускладнюються через триваючу напругу між Анкарою та Брюсселем. 26 червня 2018 року, реагуючи на загальні вибори в Туреччині двома днями раніше, Рада ЄС із загальних питань заявила, що «Рада зазначає, що Туреччина все більше віддаляється від Європейського Союзу» і, таким чином, «не буде працювати в напрямку модернізації ЄС». – Митний союз Туреччини передбачається».

### Підтримка Туреччини перед вступом до ЄС
Туреччина отримує платежі з бюджету ЄС як підтримку перед вступом, наразі 4,5 мільярда виділених на період 2014–2020 років (близько 740 мільйонів євро на рік). У резолюції Європейського парламенту в листопаді 2016 року про призупинення переговорів про приєднання з Туреччиною через проблеми з правами людини та верховенством права закликала Комісія «розглянути останні події в Туреччині» під час перегляду програми фінансування. Фракція ALDE закликала заморозити фінансування перед вступом. Доповідач Європарламенту щодо Туреччини Каті Пірі у квітні 2017 року запропонувала конвертувати та сконцентрувати кошти для підтримки тих, хто програв на конституційному референдумі «ні», хто поділяє європейські цінності і зараз перебуває під «грандіозним тиском».
У червні 2017 року фінансовий контроль ЄС, Європейська Рахункова палата, оголосив, що буде досліджувати ефективність передвступних фондів, які Туреччина отримала з 2007 року для підтримки верховенства права, громадянського суспільства, фундаментальних прав, демократії та реформ управління. Турецькі ЗМІ прокоментували, що «можливо, це може пояснити, чому ці гроші, мабуть, не вплинули на спроби запобігти погіршенню демократії в цій країні».
Довгострокова бюджетна пропозиція Європейської комісії на період 2021–2027 років, оприлюднена в травні 2018 року, передбачала фінансування перед вступом до Західнобалканської стратегії для подальшого розширення, але не враховувала Туреччину.

### Переслідування політичних інакомислячих як "терористів"

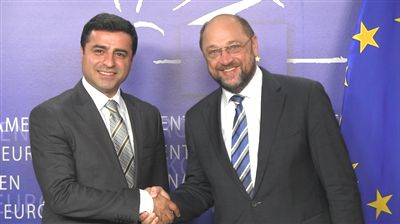
Зустріч Мартіна Шульца з турецьким опозиційним політиком Селахаттіном Демірташем, якого пізніше заарештували

Зростаюче переслідування політичних інакодумців як імовірних «терористів» у Туреччині створює політичну напругу між ЄС та Туреччиною в обох напрямках: у той час як ЄС критикує зловживання «антитерористичною» риторикою та законодавством для обмеження свободи слова, Реджеп Тайіп Ердоган часто звинувачує країни-члени ЄС, а також ЄС загалом у «укритті терористів» за те, що вони надають притулок турецьким громадянам, які переслідуються через свої політичні погляди.
У квітні 2017 року Парламентська асамблея Ради Європи (ПАРЄ) проголосувала за відновлення процедури моніторингу щодо Туреччини. Вважається, що це голосування завдає серйозного удару по меті Туреччини щодо можливого членства в ЄС, оскільки вихід з цього процесу був передумовою переговорів про вступ до ЄС ще у 2004 році.

### Угода ЄС та Туреччини щодо мігрантської кризи

Сирійські та іракські біженці прибувають з Туреччини на остров Лесбос, Греція

Криза біженців 2015 року дуже вплинула на відносини. Вони стали функціональними на основі взаємозалежности, а також відносного відходу ЄС від політичних умов членства. У березні 2016 року ЄС-Туреччина «угода щодо біженців» передбачала поглиблену функціональну співпрацю з матеріальними та нормативними поступками, зробленими ЄС.
20 березня 2016 року офіційно набула чинности угода між ЄС та Туреччиною щодо подолання мігрантської кризи. Угода мала на меті обмежити приплив нелегальних мігрантів, які в'їжджають до ЄС через Туреччину. Центральним аспектом угоди є повернення до турецької столиці Анкари будь-якого нелегального мігранта, який, як виявилося, в’їхав до ЄС через Туреччину, не пройшовши офіційної процедури подання заявки на притулок. Ті, хто обійшов процес надання притулку в Туреччині, будуть повернуті та розміщені в кінці рядка заяв.
Греція часто є першою країною-членом ЄС, куди в'їжджають нелегальні мігранти, які пройшли через Туреччину. Грецькі острови, такі як Лесбос, приймають все більшу кількість нелегальних мігрантів, які тепер повинні чекати на визначення статусу притулку, перш ніж переїхати до свого кінцевого пункту призначення в інше місце в Європі. Близько 2300 експертів, включаючи працівників служби безпеки та міграції та перекладачів, мали прибути до Греції, щоб допомогти забезпечити виконання угоди. «Такий план не може бути реалізований лише за 24 години», – сказав речник уряду з міграції Георгос Кіріціс, якого цитує AFP. Додаткова адміністративна допомога буде необхідна для обробки зростаючого відставання мігрантів, затриманих у Греції в результаті угоди між ЄС та Туреччиною.
В обмін на готовність Туреччини захищати свої кордони та приймати нелегальних мігрантів, ЄС погодився переселити у співвідношенні 1:1 сирійських мігрантів, які проживають в Туреччині, які отримали право на притулок та переселення в межах ЄС. ЄС також спонукав Туреччину погодитися на угоду, пообіцявши зменшити візові обмеження для турецьких громадян і запропонувавши уряду Туреччини виплатити приблизно шість мільярдів євро. З цих коштів приблизно три мільярди євро були призначені на підтримку сирійських біженців, які проживають в Туреччині.
В обмін на готовність Туреччини захищати свої кордони та приймати нелегальних мігрантів, ЄС погодився переселити у співвідношенні 1:1 сирійських мігрантів, які проживають в Туреччині, які отримали право на притулок та переселення в межах ЄС. ЄС також спонукав Туреччину погодитися на угоду, пообіцявши зменшити візові обмеження для турецьких громадян і запропонувавши уряду Туреччини виплатити приблизно шість мільярдів євро. З цих коштів приблизно три мільярди євро були призначені на підтримку сирійських біженців, які проживають в Туреччині.
До кінця 2017 року угода ЄС-Туреччина була успішною щодо обмеження нелегальної міграції в Європу через Туреччину. Проте все ще є багато сумнівів щодо імплементації угоди, включаючи те, як угода може порушити захист прав людини, викладений у Женевській конвенції 1951 року про статус біженців. Критики стверджують, що угода, по суті, є стратегією стримування, яка має на меті заохотити нелегальних мігрантів подавати свої заяви про надання притулку в Туреччині, а не стикатися з затриманням і відправленням назад до Анкари, що в кінцевому підсумку подовжує процес їх подання заяви.
У грудні 2020 року контракт завершився, і ЄС продовжив його до 2022 року, надавши Туреччині додаткові 485 мільйонів євро.

#### Ключові моменти угоди
- Переговори про вступ Туреччини в ЄС: обидві сторони погодилися «відновити» заявку Туреччини на вступ до європейського блоку, а переговори мають відбутися до липня 2016 року.
- Додаткова фінансова допомога: ЄС має прискорити виділення 3 млрд євро (3,3 млрд доларів; 2,3 млрд фунтів стерлінгів) допомоги Туреччині для допомоги сирійським мігрантським громадам
- Процес лібералізації візового режиму: громадяни Туреччини повинні мати доступ до Шенгенської зони без паспортів до червня 2016 року за умови, що Туреччина до того часу виконає відомі умови для цього кроку (див. розділ нижче). Це не стосується країн, які не входять до Шенгенської зони, як-от Велика Британія.
- Один на одного: за кожного сирійця, повернутого до Туреччини, сирійський мігрант буде переселений в ЄС. Пріоритет буде надаватися тим, хто не намагався нелегально потрапити в ЄС, і їх кількість обмежена 72 000.
- Повернення: Усі «нерегулярні мігранти», які перетинають Туреччину до Греції з 20 березня, будуть відправлені назад. Кожне прибуття буде індивідуально оцінено владою Греції.[62]
- Екстренне переселення: біженці, які чекають притулку в Греції та Італії, спочатку будуть переміщені до Туреччини, щоб зменшити навантаження на ці держави та покращити умови життя для тих, хто шукає притулку.[63]

#### Критика
Критики стверджують, що угода може змусити мігрантів, налаштованих дістатися до Європи, почати використовувати інші потенційно небезпечніші маршрути, такі як подорож між Північною Африкою та Італією. Правозахисні групи різко розкритикували угоду, Amnesty International звинуватила ЄС у тому, що він відвернувся від глобальної кризи біженців. У документі Chatham House стверджується, що угода, надмірно задовольняючи вимоги Ердогана, заохочує Туреччину до «більших односторонніх поступок у майбутньому». Одна з головних проблем угоди, яку мають багато правозахисних організацій, полягає в тому, що Туреччина не відповідає стандартам щодо прийому біженців. Зокрема, багато біженців не можуть подати заяву на притулок, перебуваючи в Туреччині, і перебуваючи там, вони мають низький рівень життя. Більше того, в Туреччині біженці обмежені окремими районами, де часто не вистачає критичної інфраструктури, наприклад, лікарень.

#### Ефективність
Станом на 2019 рік угода мала неоднозначний успіх. Це різко скоротило кількість мігрантів, які в'їжджають до європейських країн, зменшившись більш ніж наполовину за три роки. Цей результат є найбільш вираженим у європейських країнах, розташованих далі на захід. Однак частину угоди, яка передбачала повернення до Туреччини шукачів притулку, які приземлилися в Греції, було важко реалізувати. Невеликий відсоток цих людей був повернутий – 2130 осіб. Ризик порушення як європейського, так і міжнародного права зробив цю ключову частину угоди набагато менш успішною, ніж передбачалося.

### Спір Туреччини з Кіпром і Грецією
Існує давня суперечка щодо морських кордонів Туреччини з Грецією та Кіпром і прав на буріння в східному Середземному морі. Туреччина не визнає легальний континентальний шельф і виключні економічні зони навколо грецьких островів і Кіпру. Туреччина є єдиною державою-членом Організації Об'єднаних Націй, яка не визнає Кіпр, і є однією з небагатьох, які не підписали Конвенцію Організації Об'єднаних Націй з морського права, яку Кіпр підписав і ратифікував.

### Процес лібералізації візового режиму
29 вересня 2011 року комісар ЄС із внутрішніх справ Сесілія Мальмстрьом повідомила, що візовий режим для громадян Туреччини врешті-решт буде скасований. Лібералізацію візового режиму буде розпочато в кілька етапів. Початкові зміни очікувалися восени 2011 року, які включатимуть скорочення оформлення віз, більше багаторазових віз та продовження термінів перебування. У червні 2012 року ЄС санкціонував початок переговорів з Туреччиною щодо безвізового режиму для її громадян. Турецький міністр ЄС Егемен Багіш заявив, що очікує, що процес триватиме 3–4 роки.  Нинішня візова політика ЄС викликає велике занепокоєння турецьких бізнесменів, політиків та турків з членами сімей в ЄС. Егемен Багіш описав ситуацію так: «Навіть країни-некандидати, такі як Росія, Україна, Молдова та Грузія, зараз ведуть переговори про безвізовий режим». У вересні 2012 року міністр економіки Туреччини Зафер Чаглаян під час зустрічі в WKÖ сказав: «Ми маємо Митний союз протягом 17 років, і половина нашої (Туреччини) зовнішньої торгівлі припадає на Європу. Наші товари можуть вільно переміщатися, але для власника товару потрібна віза. Це порушення прав людини».
У грудні 2013 року, після підписання угоди про реадмісію, ЄС розпочав діалог з Туреччиною щодо лібералізації візового режиму, включаючи «Дорожню карту до безвізового режиму». Після саміту G20 в Анталії в листопаді 2015-2015 рр., що відбувся в Анталії, Туреччина, у переговорах про вступ Туреччини в ЄС було досягнуто нового поштовху, включно з метою скасування візового режиму для громадян Туреччини. ЄС привітав зобов’язання Туреччини прискорити виконання контрольних показників візової дорожньої карти, встановлених державами-членами ЄС. Було розроблено спільний план дій з Європейською комісією, яка розробила дорожню карту з певними орієнтирами для скасування візової вимоги. Угода передбачала скасувати візи для громадян Туреччини протягом року, якщо будуть дотримані певні умови.
18 березня 2016 року ЄС уклав міграційну угоду з Туреччиною, яка має на меті перешкодити біженцям в’їжджати до ЄС. Згідно з цією угодою, Туреччина погодилася прийняти назад мігрантів, які в'їжджають до Греції, і відправити легальних біженців до ЄС. В обмін на це ЄС погодився виділити Туреччині 6 мільярдів євро та дозволити безвіз для громадян Туреччини до кінця червня 2016 року, якщо Туреччина виконає 72 умови. У березні 2016 року ЄС оцінив, що Туреччина на той момент відповідала 35 з 72 необхідних вимог для безвізових поїздок по всій Європі. У травні 2016 року ця кількість зросла до 65 із 72.
- Туреччина повинна вжити заходів для запобігання корупції відповідно до рекомендацій ЄС.
- Туреччина повинна привести національне законодавство про захист персональних даних у відповідність зі стандартами ЄС.
- Туреччині необхідно укласти угоду з Європолом.
- Туреччина повинна працювати з усіма членами ЄС у кримінальних справах.
- Туреччина має привести свої закони про тероризм у відповідність до європейських стандартів.[89]

Станом на 26 серпня 2021 року ці умови ще не були виконані. 25 червня 2021 року ЄС схвалив плани виплатити Туреччині ще три мільярди євро за оновлення цієї угоди. Однак у серпні 2021 року, коли опитування партії «Справедливість і розвиток» президента Ердогана досягли історичного мінімуму, а виведення військ НАТО з Афганістану викликало побоювання щодо нової хвилі міграції до Європи через Туреччину, Ердоган поставив під сумнів життєздатність цієї домовлености.

### Турецький наступ на північному сході Сирії

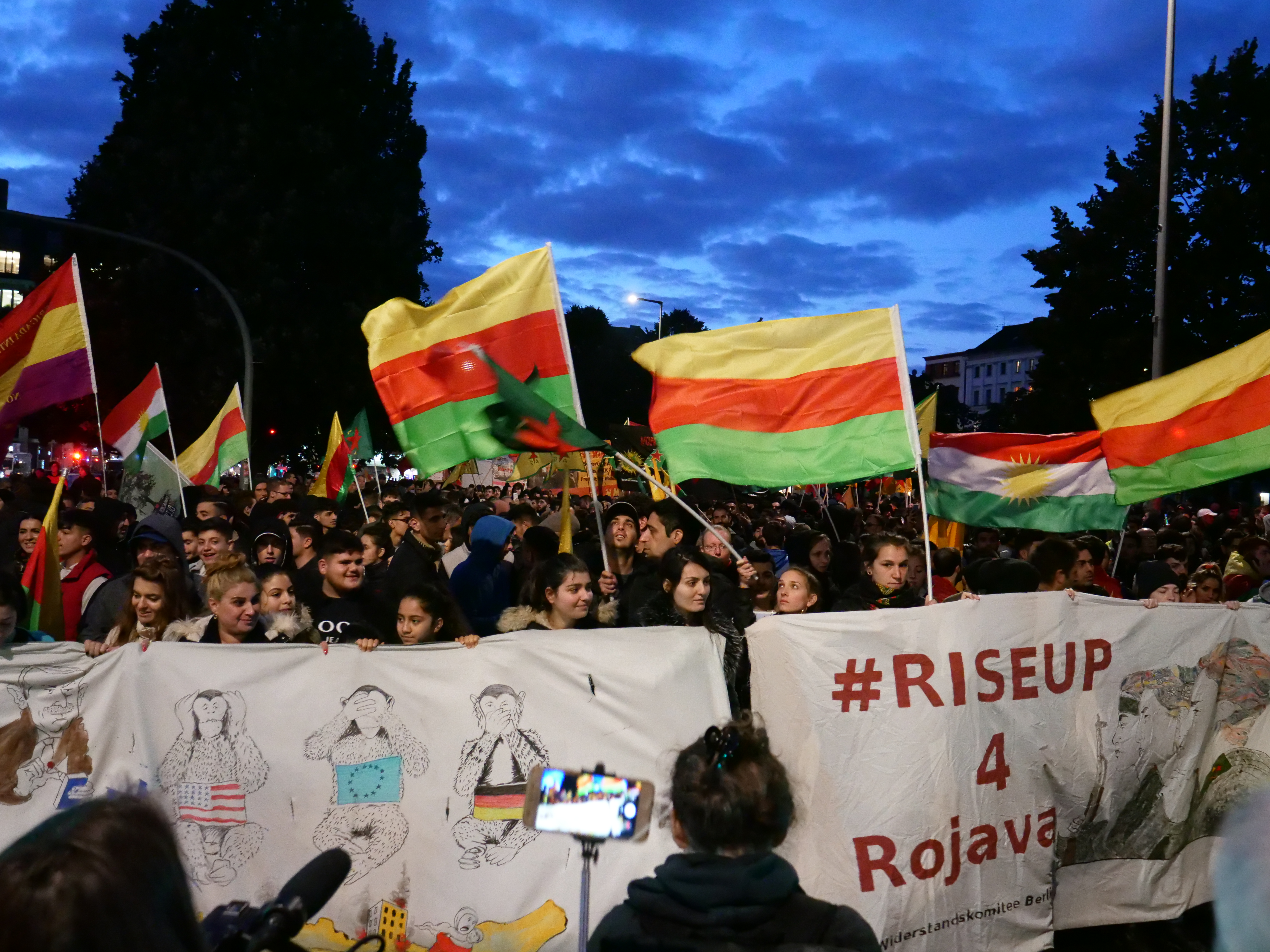
Протест у Берліні проти військового наступу Туреччини 10 жовтня 2019 року

Верховний представник Федеріка Могеріні 9 жовтня 2019 року опублікувала декларацію від імені ЄС, в якій стверджувала, що «У світлі турецької військової операції на північному сході Сирії ЄС підтверджує, що стійке вирішення сирійського конфлікту неможливо досягти військовими».

### Турецький шпигунство
У 2016 році члени парламентської наглядової комісії Бундестагу вимагали від німецького уряду відповіді щодо повідомлень про тиск на німців турецького походження в Німеччині з боку інформаторів і співробітників турецького шпигунського агентства MIT. Згідно з повідомленнями, Туреччина мала 6000 інформаторів плюс офіцери MIT у Німеччині, які чинили тиск на «німецьких турків». Ганс-Крістіан Штрьобеле заявив, що в Німеччині існує «неймовірний» рівень «секретної діяльности» турецького агентства MIT. За словами Еріха Шмідта-Енбума, навіть колишня комуністична східнонімецька таємна поліція Штазі не змогла керувати такою великою «армією агентів» у колишній Західній Німеччині: «Тут йдеться не тільки про збір розвідувальних даних, але все більше про розвідувальну службу репресії».
У 2017 році міністр внутрішніх справ Фламандії Лісбет Хоманс розпочала процес скасування визнання спонсорованої Туреччиною і другої за величиною мечеті в країні, мечеті Фатіха в Берінгені, звинувативши мечеть у шпигунстві на користь Туреччини.
У 2017 році австрійський політик Петер Пільц опублікував звіт про діяльність турецьких агентів, що діють через ATIB (Avusturya Türkiye İslam Birliği – Austria Turkey Islamic Foundation), відділ Diyanet, відповідальний за управління релігійними справами в 63 мечетях країни, та інші турецькі організації. Веб-сайт Пільца зіткнувся з DDoS -атакою турецьких активістів, і тоді, коли він публічно представив звіт, було забезпечено жорсткий захист. Згідно з повідомленням, Туреччина керує таємною мережею з 200 інформаторів, спрямованих на опозицію, а також на прихильників Гюлена в Австрії.

### Вбивства курдських активістів

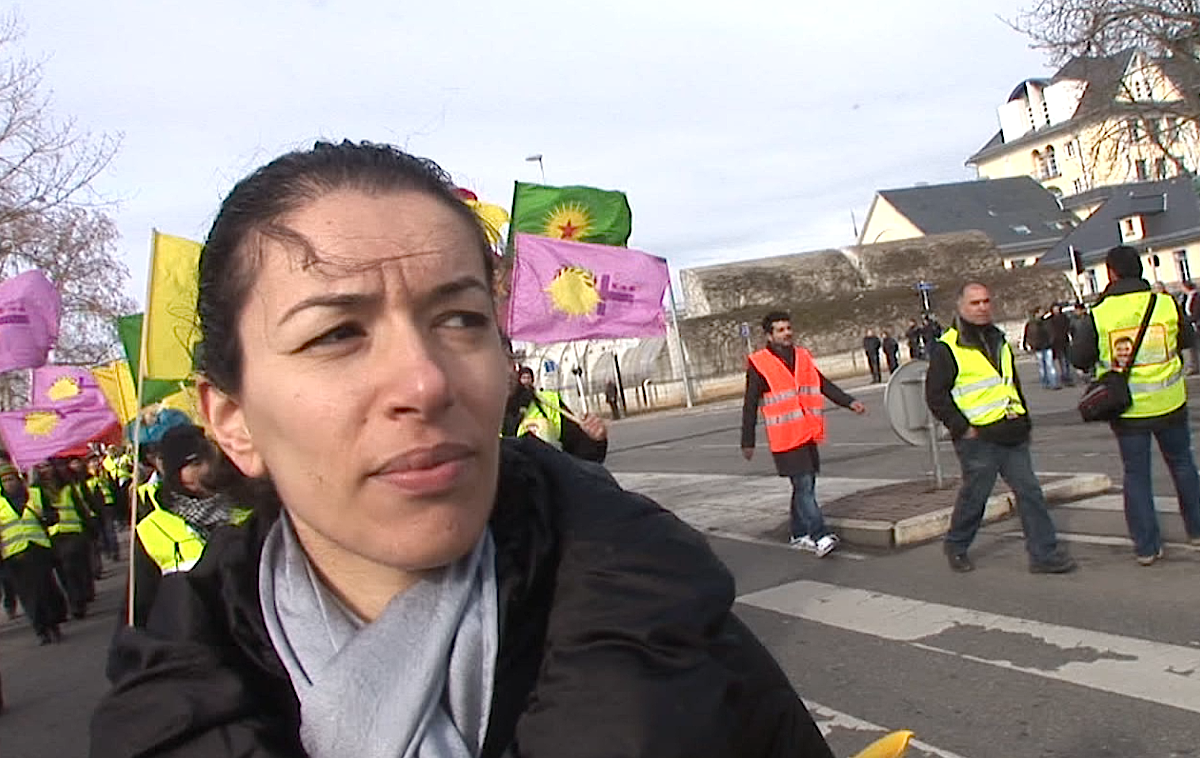
У 2013 році в Парижі було вбито курдського активіста Фідана Доґана.

У 1994 році Мехмета Кайґісіза, курда, пов’язаного з РПК (яку Туреччина та ЄС визнають терористичною організацією), застрелили в кафе в Іслінгтоні, Лондон. Його вбивство залишалося нерозкритим, і тоді вважалося, що його вбивство було пов’язане з наркотиками, але в 2016 році нові документи свідчать про те, що Національна розвідувальна організація Туреччини (MIT) замовила його вбивство.
Турецький MIT був звинувачений у вбивствах трьох курдських активістів у Парижі в 2013 році.

### Ембарго ООН на поставки зброї до Лівії
Європейський Союз розпочав операцію «Іріні», основним завданням якої є дотримання ембарго ООН на поставки зброї до Лівії через Другу громадянську війну в Лівії. Протягом цього періоду було кілька інцидентів між силами Іріні та турецькими силами.

### Туреччина виступає проти двох країн-членів ЄС, які є членами НАТО
У 2022 році Туреччина виступила проти вступу двох країн-членів ЄС, Фінляндії та Швеції, до НАТО, оскільки, за словами Туреччини, у них є терористичні організації, які діють проти Туреччини (включаючи РПК, ЗНС і рух Ґ'юлена).

## Саміти

### Саміти ЄС-Туреччина
- 1-й саміт ЄС-Туреччина: 26 березня 2018 року у Варні, Болгарія
- 2-й саміт ЄС-Туреччина: буде невідомо

### Дипломатичні відносини між Туреччиною та країнами-членами ЄС
| Держава    | Посольство Туреччини | Взаємне посольство                                       | Примітки                                                                            |
| ---------- | --- | -------------------------------------------------------- | ----------------------------------------------------------------------------------- |
| Австрія    | Відень. Генеральне консульство: Брегенц, Зальцбург, Відень. | Анкара. Генеральне консульство: Стамбул.                 | Турецька місія при ОБСЄ та офісі ООН у Відні.                                       |
| Бельгія    | Брюссельський столичний регіон. Генеральне консульство: Антверпен, Брюссель.                                                                                    | Анкара. Генеральне консульство: Стамбул.                 | Представництво Туреччини при ЄС і НАТО в Брюсселі.                                  |
| Болгарія   | Софія. Генеральне консульство: Бургас, Пловдив. | Анкара. Генеральне консульство: Стамбул, Бурса, Едірне.  | 269 км спільного кордону.                                                           |
| Хорватія   | Загреб. | Анкара. Генеральне консульство: Стамбул.                 |                                                                                     |
| Кіпр       | немає турецького посольства на Кіпрі | немає кіпрського посольства в Туреччині                  |                                                                                     |
| Чехія      | Прага. | Анкара. Генеральне консульство: Стамбул.                 |                                                                                     |
| Данія      | Копенгаген. | Анкара. Генеральне консульство: Стамбул.                 |                                                                                     |
| Естонія    | Таллінн. | Анкара.                                                  |                                                                                     |
| Фінляндія  | Гельсінкі. | Анкара.                                                  |                                                                                     |
| Франція    | Париж. Генеральне консульство: Бордо, Ліон, Марсель, Нант. Париж, Страсбург.                                                                                    | Анкара. Генеральне консульство: Стамбул.                 | Представництво Туреччини при ОЕСР та ЮНЕСКО в Парижі. і в Раді Європи в Страсбурзі. |
| Німеччина  | Берлін. Генеральне консульство: Берлін, Кельн, Дюссельдорф, Ессен, Франкфурт-на-Майні, Гамбург, Ганновер. Карлсруе, Майнц, Мюнхен, Мюнстер. Нюрнберг, Штутгарт. | Анкара. Генеральне консульство: Стамбул, Ізмір, Анталія. |                                                                                     |
| Греція     | Атени. Генеральне консульство: Комотіні, Пірей, Родос, Салоніки.                                                                                                | Анкара. Генеральне консульство: Стамбул, Ізмір, Едірне.  | 200 км спільного кордону.                                                           |
| Угорщина   | Будапешт. | Анкара. Генеральне консульство: Стамбул.                 |                                                                                     |
| Ірландія   | Дублін. | Анкара.                                                  |                                                                                     |
| Італія     | Rome. Генеральне консульство: Мілан. | Анкара. Генеральне консульство: Стамбул, Ізмір.          |                                                                                     |
| Латвія     | Рига. | Анкара.                                                  |                                                                                     |
| Литва      | Вільнюс. | Анкара.                                                  |                                                                                     |
| Люксембург | Люксембург. | Анкара.                                                  |                                                                                     |
| Мальта     | Валлетта. | Анкара. Генеральне консульство: Стамбул.                 |                                                                                     |
| Нідерланди | Гаага. Генеральне консульство: Амстердам, Девентер, Роттердам.                                                                                                  | Анкара. Генеральне консульство: Стамбул.                 |                                                                                     |
| Польща     | Варшава. | Анкара. Генеральне консульство: Стамбул.                 |                                                                                     |
| Португалія | Лісабон. | Анкара.                                                  |                                                                                     |
| Румунія    | Бухарест. | Анкара. Генеральне консульство: Стамбул, Ізмір.          |                                                                                     |
| Словаччина | Братислава. | Анкара. Генеральне консульство: Стамбул.                 |                                                                                     |
| Словенія   | Любляна. | Анкара.                                                  |                                                                                     |
| Іспанія    | Мадрид. Генеральне консульство: Барселона. | Анкара. Генеральне консульство: Стамбул.                 |                                                                                     |
| Швеція     | Стокгольм. | Анкара. Генеральне консульство: Стамбул.                 |                                                                                     |